# Maria Cucurull Canyelles
Maria Cucurull Canyelles (Valls, 1983) és escriptora i professora andorrana. Llicenciada en Filologia Catalana, ha estat lingüista a Ràdio i Televisió d'Andorra (RTVA) i actualment és directora de nous formats de l'Agència de Notícies Andorrana i professora de Català Jurídic a la Universitat d'Andorra.
Ha estat articulista en diversos mitjans com ara El Periòdic d'Andorra, Ara.ad, Canal Català, Ràdio Nacional d'Andorra, Culturàlia i Núvol. Des del 2020 elabora la crònica semestral sobre la legislació lingüística a Andorra que publica la Revista Llengua i Dret. També és col·laboradora a Becaris de Ràdio Nacional d'Andorra.
L'any 2015 Cucurull va ser nominada al Premi Martí Gasull per la seva tasca professional en favor de la llengua catalana.

## Obres
- Jo en dic llom però l’àvia en deia llomillo. Llamps i trons, 2022. (ISBN: 9789992033074)
- 100 coses que has de saber sobre Andorra. Anem, 2022 (ISBN: 9788418865077) - Traduït al castellà com a 100 cosas que saber de Andorra. Anem 2023
- Som llengua. Biblioteca de Núvol, 2022 (ISBN: 9788417455439)
- Clava-la. Manual per dir la paraula que toca quan toca. Llamps i trons, 2023 (ISBN: 9789992033470)